# 帯広大谷短期大学
帯広大谷短期大学（おびひろおおたにたんきだいがく、英語: Obihiro Ohtani Junior College）は、北海道河東郡音更町希望が丘3に本部を置く日本の私立大学。1923年創立、1960年大学設置。大学の略称は頭文字をとってOOJC（Obihiro Ohtani Junior Collegeの英称から）と称されることもある。

## 概観

### 大学全体
- 北海道河東郡音更町に所在する日本の私立短期大学で、設置主体は学校法人帯広大谷学園[1]。
- 1960年に帯広市内において開学し、後に音更町に移転される。十勝支庁では唯一の短大で、3学科[注 1]からなる。元々は、女子短期大学だったが、現在は共学化されている。

### 建学の精神（校訓・理念・学是）
- 帯広大谷短期大学における建学の精神は、親鸞聖人の教えに基づいた人間教育を行うこととなっている。

### 教育および研究
- 帯広大谷短期大学は、「人間学」という親鸞聖人の教義を基にした科目がある。

### 学風および特色
- 帯広大谷短期大学は北海道道内で唯一、社会福祉系の学科をもつ短大となっている。社会福祉専攻によるユニークなボランティアサークルとして「こめつ部」がある。

## 沿革
- 1923年
  - 設立認可。帯広尋常高等小学校旧校舎を仮校舎として帯広大谷女学校の第1回入学式を挙行[2]。その後、市内に新校舎が落成し移転。
- 1925年
  - 帯広大谷高等女学校に昇格[3]。
- 1944年
  - 財団法人帯広大谷学園に組織変更
- 1951年
  - 3月10日 学校法人帯広大谷学園に組織変更[4]。
- 1960年 。
  - 1月20日 左記を以て文部省[注 2]より短期大学の設置が認可される[注 3]。
  - 4月1日 帯広大谷短期大学が以下の学科体制にて開学[注 4]。
    - 国語科 入学定員100名

  - 5月1日 学生数[9]/定員
    - 国語科 44[注釈 1]/100
- 1961年
  - 5月1日 学生数[10]/定員
    - 国語科 120[注釈 1]/200
- 1962年
  - 4月1日 この年度における出来事を以下、列挙する[11]。
    - 国語科を国文科に改称。
    - 以下の学科を増設する。
      - 生活科学科 入学定員50名

  - 5月1日 学生数[12]/定員
    - 国文科 65[注釈 1]/200
    - 生活科学科 66[注釈 1]/50
- 1963年
  - 5月1日 学生数[13]/定員
    - 国文科 31[注釈 1]/200
    - 生活科学科 125[注釈 1]/100
- 1965年
  - 4月1日 生活科学科の入学定員を50→100に増員[注 5]し、以下の課程制を導入する。
    - 生活科学課程
    - 栄養士課程

  - 5月1日 学生数[17]/定員
    - 国文科 53[注釈 1]/200
    - 生活科学科 154[注釈 1]/150
- 1966年
  - 4月1日 以下の学科を増設する[18]。
    - 社会福祉科 入学定員50名

  - 5月1日 学生数[19]/定員
    - 国文科 54[注釈 1]/200
    - 生活科学科 236[注釈 1]/200
    - 社会福祉科 53[注釈 1]/50
- 1967年
  - 5月1日 学生数[20]/定員
    - 国文科 44[注釈 1]/200
    - 生活科学科 256[注釈 1]/200
    - 社会福祉科 130[注釈 1]/100
- 1985年
  - 4月1日 国文科の入学定員を100→50に減員[注 6]。
  - 5月1日 学生数[25]/定員
    - 国文科 38[注釈 1]/150
    - 生活科学科 63[注釈 1]/200
    - 社会福祉科 127[注釈 1]/100
- 1986年
  - 5月1日 学生数[26]/定員
    - 国文科 48[注釈 1]/100
    - 生活科学科 81[注釈 1]/200
    - 社会福祉科 163[注釈 1]/100
- 1987年
  - 5月1日 学生数[27]/定員
    - 国文科 59[注釈 1]/100
    - 生活科学科 90[注釈 1]/200
    - 社会福祉科 174[注釈 1]/100
- 1988年
  - 音更町に新校舎竣工。
- 1989年
  - 4月1日 この年度における出来事を以下、列挙する[注 7]。キャンパスを音更町に移転。
    - 社会福祉科の入学定員を50→90に増員し、かつ以下の専攻課程を設ける[注 8]。
      - 社会福祉専攻 入学定員50名
      - 介護福祉専攻 入学定員40名

  - 5月1日 学生数[32]/定員
    - 国文科 54[注釈 1]/100
    - 生活科学科 142[注釈 1]/200
    - 社会福祉科 225[注釈 1]/140
- 1990年
  - 4月1日 生活科学科の入学定員を100→60に減員[注 9]。
  - 5月1日 学生数[36]/定員
    - 国文科 76[注釈 1]/100
    - 生活科学科 171[注釈 1]/160
    - 社会福祉科 254[注釈 1]/180
- 1992年
  - 5月1日 学生数[注 10]/定員
    - 国文科 133[注釈 1]/100
    - 生活科学科 195[注釈 1]/120
    - 社会福祉科 252[注釈 1]/180
- 1997年
  - 4月1日 国文科を日本語日本文学科に改称[39]。
  - 5月1日 学生数[40]/定員
    - 日本語日本文学科[注 11] 85[注釈 1]/100
    - 生活科学科 116[注釈 1]/120
    - 社会福祉科 232[注釈 1]/180
- 1999年
  - 4月1日 男女共学となる[41]。
  - 5月1日 学生数[42]/定員
    - 日本語日本文学科 55[注 12]/100
    - 生活科学科 77[注 13]/120
    - 社会福祉科 288[注 14]/180
- 2000年
  - 4月1日
    - 生活科学科の生活科学課程を地域社会システム課程に名称変更。
    - 以下、入学定員減あり[注 15]
      - 日本語日本文学科 50→40
      - 生活科学科 60→55
- 2003年
  - 4月1日 日本語日本文学科に日本語教師養成コースを設置。
- 2005年
  - 4月1日 この年度の入学生より日本語日本文学科を総合文化学科に改称[注 16]。
- 2012年
  - 4月1日 社会福祉科介護福祉専攻の入学定員を80→40に減員[注 17]。
- 2013年
  - 4月1日 社会福祉科社会福祉専攻を社会福祉科子ども福祉専攻に改称[注 18]。
- 2014年
  - 1月 平成26年度大学入試センター試験参加短期大学の1校となる[52]。
  - 4月1日 この年度の入学生より総合文化学科を地域教養学科に改組される[注 19]。
- 2015年
  - 1月 平成27年度大学入試センター試験参加短期大学の1校となる[57]。
- 2016年
  - 1月 平成28年度大学入試センター試験参加短期大学の1校となる[58]。
- 2017年
  - 4月1日 以下、学科及び専攻において入学定員の変更あり[注 20]。
    - 地域教養学科 50→40
    - 社会福祉科
      - 子ども福祉専攻 50→70
      - 介護福祉専攻 40→30
- 2020年
  - 3月 看護学科開設に向け、社会医療法人北斗北斗病院 (帯広市)と協定を締結[61]
- 2022年
  - 4月1日 以下の学科については、この年度で学生募集を最終とする[注 21]。
    - 地域教養学科
    - 生活科学科
- 2023年
  - 4月1日 以下の学科を増設する[注 22]。
    - 看護学科 入学定員50名

## 基礎データ

### 所在地
- 北海道河東郡音更町希望が丘3

### 交通アクセス
- JR根室本線帯広駅下車。そこからスクールバスを利用。

### 象徴
- ホームページほか右記資料も参照のこと[注 23]。

## 教育および研究

### 組織

#### 学科
- 地域共生学科 入学定員50名[1]
  - 地域教養学科 入学定員40名[注釈 2]
  - 生活科学科[注 24] 入学定員40名[注釈 2]
- 社会福祉科
  - 子ども福祉専攻 入学定員70名[1]
  - 介護福祉専攻 入学定員20名[1]
- 看護学科 入学定員50名[1]

#### 専攻科
- なし

#### 別科
- なし

#### 取得資格について
- 中学校教諭二種免許状[注 25]
  - 国語：総合文化学科：2012年度入学生をもって、廃止。
  - 家庭：生活科学科：2012年度入学生をもって、廃止。
- 図書館司書：地域教養学科（2014年度入学生より）。総合文化学科でも取得可能だった。（2013年度入学生まで）
- 司書教諭：総合文化学科：2012年度入学生をもって、廃止。
- 栄養士：生活科学科栄養士課程
- 栄養教諭二種免許状：生活科学科栄養士課程[68]：2012年度入学生をもって[66] 、廃止。
- 介護福祉士：社会福祉学科介護福祉専攻
- 保育士：社会福祉学科子ども福祉専攻（子ども福祉専攻の前身である社会福祉専攻でも取得可能だった）
- 幼稚園教諭二種免許状：社会福祉学科子ども福祉専攻：2013年度入学生より取得可能。

#### 附属機関
- 図書館
- 国際交流センター

### 研究
- 『帯広大谷短期大学紀要』[69]
- 『帯広大谷短期大学地域連携推進センター紀要』[70]
- 『帯広大谷短期大学地域連携推進センター紀要』[71]
- 『帯広大谷短期大学生涯学習センター紀要』[72]

## 学生生活

### 部活動・クラブ活動・サークル活動
- 帯広大谷短期大学で活発な活動として「YOSAKOIサークル蘭」と称したクラブ活動がある。ほか、サッカー・バドミントン・バレーボール・バドミントン・バスケットボール・陸上などの体育系クラブ、茶道・書画・ボランティアなどの文化系クラブがある。

### 学園祭
- 帯広大谷短期大学の学園祭は「蘭華祭」と呼ばれ、毎年概ね11月上旬に行われている。ライヴが人気であり、古くはMr.ChildrenやTOSHI（X-JAPAN）など、最近ではEASTERN YOUTH、氣志團などがライヴアクトとして出演している。

## 大学関係者と出身者
- 多田稔：第9代学長(2002年4月～2008年3月)。
- 中川皓三郎：第10代学長 (2008年～2013年3月)。

## 大学の組織
- 帯広大谷短期大学の同窓会組織がある。

## 施設

### キャンパス
- 入浴実習室・介護実習室・アリーナ・講堂・図書館・学生ホール・売店・調理実習室・集団給食実習室・学生食堂などが校舎内にある。

### 寮
- 学生寮は特に設けられていないが、アパートが短大から斡旋されている。

## 系列校
- 帯広大谷高等学校
- 音更大谷幼稚園

## 対外関係

### 系列校
- 帯広大谷高等学校
- 認定こども園帯広大谷短期大学附属音更大谷幼稚園

### 地方自治体等との協定
- 音更町
- 一般社団法人帯広市文化スポーツ振興財団

### 他大学等との協定

#### アメリカ
- ハワイ大学マノア校
- セント・メアリーズ大学

#### 中国
- 朝陽農業学校

#### モンゴル
- オルホン大学

### 姉妹校

#### 現存
- 大谷大学
- 札幌大谷大学
- 愛知新城大谷大学
- 愛知文教大学
- 同朋大学
- 名古屋音楽大学
- 名古屋造形大学
- 京都光華女子大学
- 大阪大谷大学
- 札幌大谷大学短期大学部
- 函館大谷短期大学
- 飯田女子短期大学
- 愛知新城大谷大学短期大学部
- 愛知文教女子短期大学
- 大谷大学短期大学部
- 大阪大谷大学短期大学部
- 九州大谷短期大学

#### 廃止
- 名古屋造形芸術大学短期大学部

### その他

#### 社会との関わり
- 「豆料理コンテスト」において奨励賞を受賞している。
- 「ミルクフェスタ2008」に出店している。

## 卒業後の進路について

### 編入学・進学実績
- 系列の大谷大学ほか、以下の実績もある。
  - 総合文化学科（日本語日本文学科含む）：北海道大学・大谷大学・札幌学院大学・京都光華女子大学ほか
  - 生活科学科：北海道文教大学・酪農学園大学・聖徳大学ほか
  - 社会福祉科：社会福祉専攻は北星学園大学・北翔大学ほか、介護福祉専攻は北海道医療大学ほか